# Лігота-Творковська
Лігота-Творковська (пол. Ligota Tworkowska) — село в Польщі, у гміні Любомія Водзіславського повіту Сілезького воєводства.
Населення — 33 особи (2011).
У 1975-1998 роках село належало до Катовицького воєводства.

## Демографія
Демографічна структура станом на 31 березня 2011 року:
|          | Загалом | Допрацездатний вік | Працездатний вік | Постпрацездатний вік |
| -------- | ------- | ------------------ | ---------------- | -------------------- |
| Чоловіки | 16      | 1                  | 14               | 1                    |
| Жінки    | 17      | 2                  | 11               | 4                    |
| Разом    | 33      | 3                  | 25               | 5                    |